# Спериецени (Дамбовица)
Спериецени (рум. Speriețeni) насеље је у Румунији у округу Дамбовица у општини Гура Шуциј. Oпштина се налази на надморској висини од 216 m.

## Становништво
Према подацима из 2002. године у насељу је живело 1913 становника, од којих су сви румунске националности.